# Théâtre des Funambules
Pour les articles homonymes, voir Funambule (homonymie).

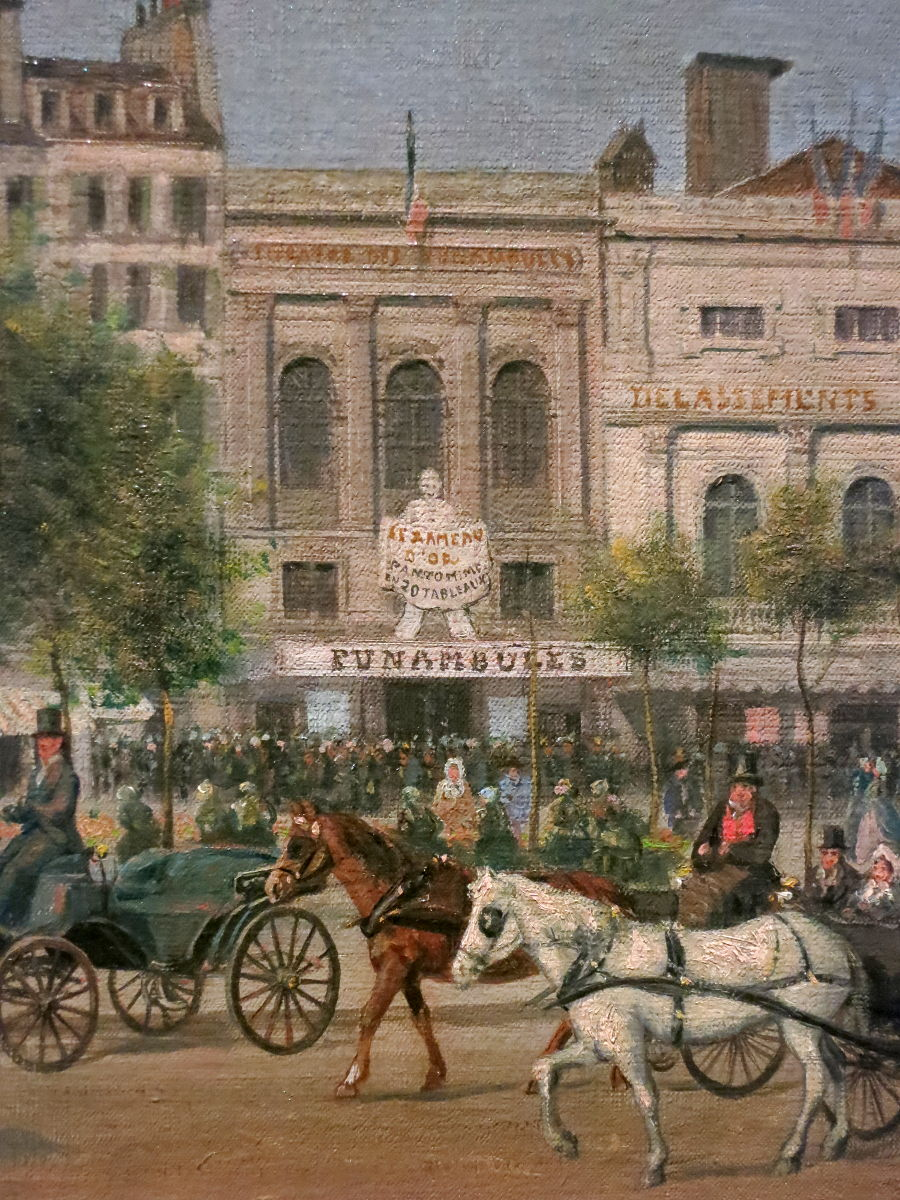
Le théâtre des Funambules boulevard du Temple avant sa destruction en 1862 (détail d'un tableau d'Adolphe Martial Potémont, musée Carnavalet).

Le théâtre des Funambules est une ancienne salle de spectacles parisienne  située sur l’ancien boulevard du Temple, surnommé le « boulevard du Crime » (aujourd'hui place de la République).
Ce théâtre fut démoli en 1862 lors des transformations de Paris sous le Second Empire.

## Le théâtre

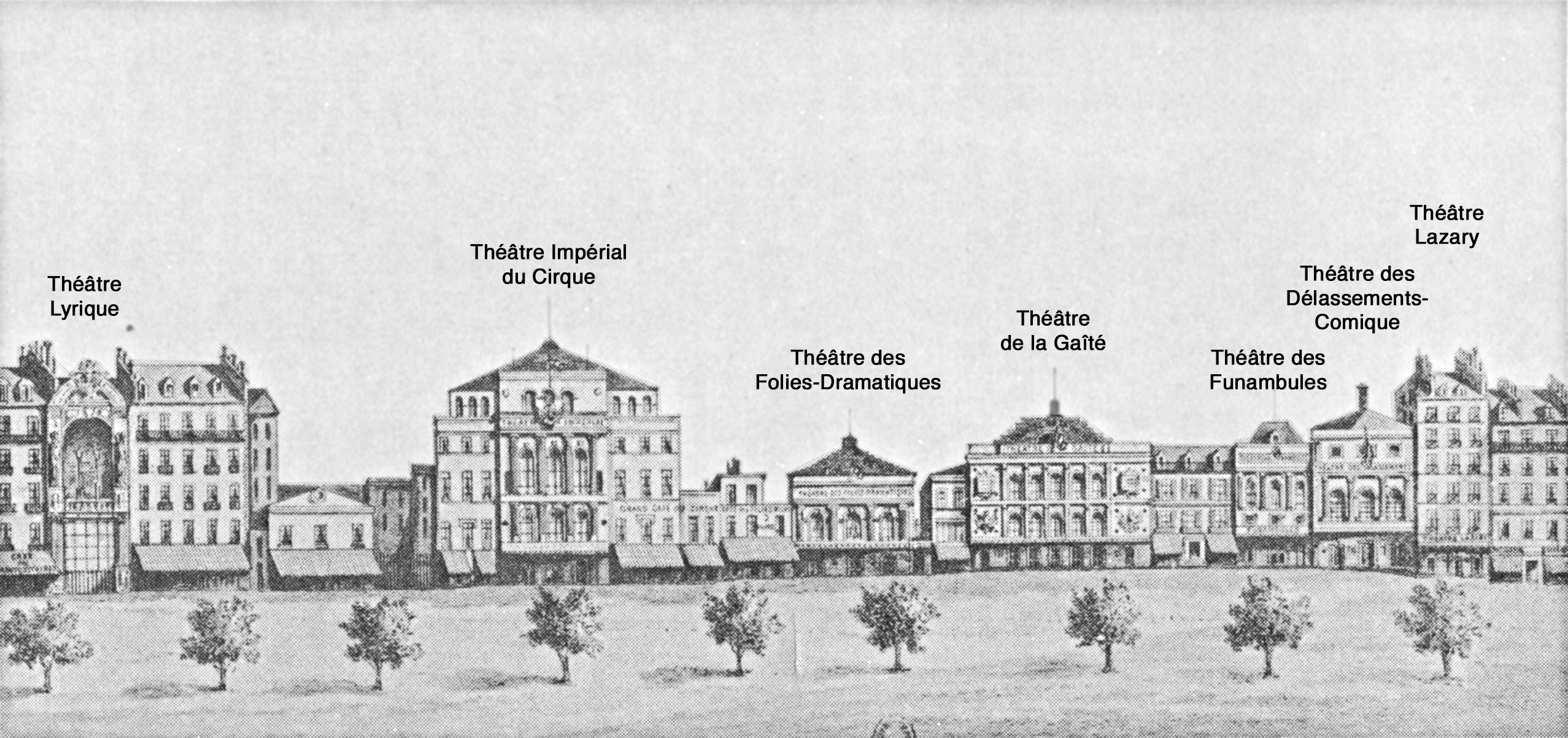
Théâtres du boulevard du Temple (avec des étiquettes ajoutées à l'aide de Photoshop Elements 4). Les noms des théâtres sont tirés du New Paris Guide de Galignani pour 1862, Paris : Galignani. Voir pp. 467, 469–471, sur Google Books.

Originellement simple lieu de rendez-vous de saltimbanques et acrobates entre le célèbre théâtre de la Gaîté et celui plus petit des Délassements-Comiques, un théâtre fut bâti en 1816, avec une capacité de 500 sièges.
Il connut l'engouement du public, à partir de 1830, grâce aux pantomimes de Baptiste Deburau et vit débuter du grand acteur classique Frédérick Lemaître.
Vers 1850, Hippolyte Léon Denizard Rivail, connu quelques années plus tard, comme fondateur du spiritisme, sous le pseudonyme d’« Allan Kardec », fut administrateur et contrôleur de ce théâtre, où le public l’appelait familièrement « Le Père Rivail ».
Avec le succès, le théâtre fut agrandi pour recevoir jusqu’à 773 spectateurs. Il fut démoli en 1862, lorsque l’ancien boulevard fut supprimé avec les grands travaux d’Haussmann.

## Le mime Deburau
Jean-Gaspard-Baptiste Deburau est la vedette du théâtre des Funambules entre 1819 et 1846. Sa silhouette d’amoureux lunaire, souffrant en silence, adapté du personnage de Pedrolino de la commedia dell'arte pour le public parisien, tranche avec les personnages des mélodrames alors à la mode.
Autres acteurs ayant succédé à Debureau sur cette scène : Amable.

## Les Enfants du paradis
Marcel Carné situe son film Les Enfants du paradis  (1945) au théâtre des Funambules et évoque l’atmosphère populaire régnant dans cette partie du théâtre (le paradis appelé aussi poulailler). Le scénario est de Jacques Prévert, Arletty et Jean-Louis Barrault en sont les interprètes principaux.